# Цілинна ділянка (околиця с. Мордвинівка)
Цілинна ділянка — ботанічний заказник місцевого значення. Об'єкт розташований на території Мелітопольського району Запорізької області, заплава річки Молочна, околиця села Молочне.
Площа — 502 га, статус отриманий у 1980 році.
Заказник належить до переліку природно-заповідних територій, особливо важливих для збереження біорізноманіття Запорізької області.